# 米丘林斯克區

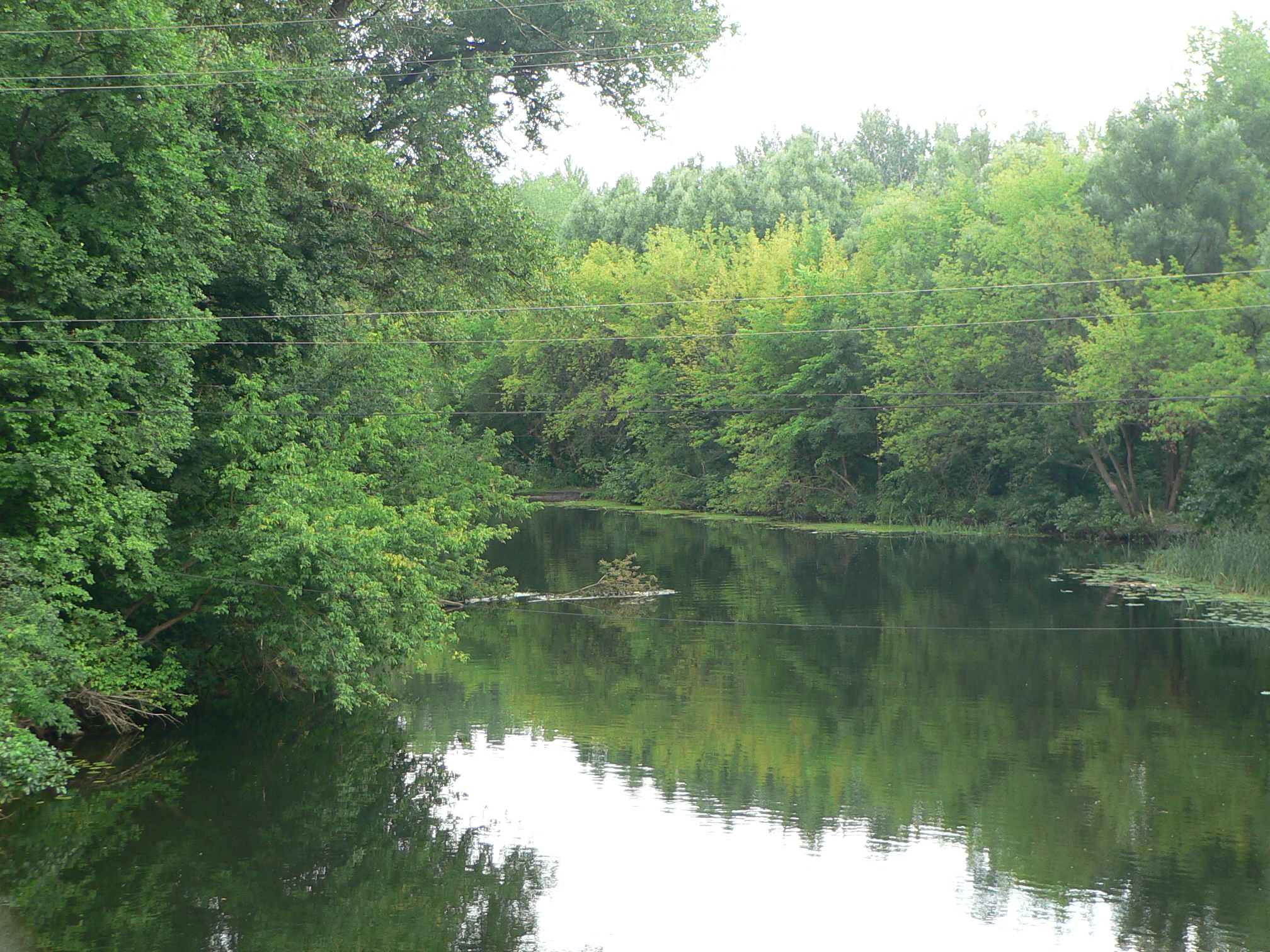

52°54′21″N 40°29′53″E / 52.90583°N 40.49806°E
米丘林斯克區（俄语：Мичуринский район），是俄羅斯的一個區，位於該國西部，由坦波夫州負責管轄，面積1,655.25平方公里，2010年該區人口34,245，人口密度每平方公里20.69人。